# Goin’ for Broke
Goin’ for Broke ist das Debütalbum der US-amerikanischen Countryband The Great Divide.

## Titelliste
1. Rather Have Nothin’ – 3:43
2. Shoot The Moon – 4:21
3. Goin’ For Broke – 3:43
4. Forgotten How to Fall – 3:34
5. Rock Bottom – 04:04
6. Eighteen Again – 03:26
7. Cowboy from L.A. – 04:23
8. Alive & Well – 02:49
9. When You Loved Him – 04:32
10. Life of an Outlaw – 03:50
11. Something Wicked – 04:49

## Entstehungsgeschichte
Nachdem sich die Band The Great Divide im Jahr 1992 gegründet hatte, beschlossen die vier Musiker zwei Jahre später, ein erstes Album aufzunehmen, um ihre Bekanntheit zu steigern. Zunächst konnten sie den Texas-Country-Sänger Gary P. Nunn, der schließlich an dem Titel Alive & Well mitwirkte, für ihr Projekt gewinnen. Als Produzent engagierte die Gruppe, die von Freunden finanzielle Unterstützung erhielt, den Multiinstrumentalisten Lloyd Maines. Mit ihm arbeitete sie zwei Wochen in den Caldwell Studios von Lubbock, Texas.
Die Band veröffentlichte Goin’ for Broke zunächst unter ihrem eigenen Label Broken Records. Im September 1995 erschien die CD bei dem Label Campfire Records. Eine Single wurde nicht ausgekoppelt. Das Nachfolgealbum Break in the Storm, das der Band zu einem Vertrag mit Atlantic Records verhalf, kam 1996 auf den Markt.

## Rezeption
Das Album verkaufte sich trotz des geringen Bekanntheitsgrades der Band und des kaum vorhandenen Airplays mehr als zehntausend, anderen Quellen zufolge sogar zwanzigtausend Mal.